# Kawczyno
Kawczyno – osada w Polsce położona w województwie zachodniopomorskim, w powiecie świdwińskim, w gminie Świdwin.